# Senan (Catalogne)
Pour les articles homonymes, voir Senan.
Senan est une ville du nord-est de l'Espagne, en Catalogne. Elle se trouve dans la comarque de Conca de Barberà et dans la province de Tarragone.